# Vadálló-kői-fülke
A Vadálló-kői-fülke a Duna–Ipoly Nemzeti Parkban lévő Visegrádi-hegységben, Dömös területén található egyik üreg.

## Leírás
A kőfülke a Vadálló-kövek felülről harmadik sziklatornyának nyugati oldalán nyílik. A gerincen lefelé haladva, a tornyot alulról megkerülve a nyugati oldalon, a torony falában, körülbelül három méter magasságban van a bejárata. A bejárata a Rám-hegyre, Dobogó-kőre néz.
Az üreg szélessége a bal oldali alacsony nyúlvánnyal 5,9 méter, maga a fülke 4,4 méter széles. A magassága 3 méter és a hossza 2,6 méter. A fülke belsejében, a hátsó fal előtt egy fiatal csertölgy él, amely a növekedése során követte a fülke ívelt főtéjét. A fülke falát sok moha, fodorka, és néhány édesgyökerű páfrány díszíti. A fülke alatti párkányon egy fiatal virágos kőris él.
Az üreg kimállásos eredetű.

## Kutatástörténet
Az üreget Gönczöl Imréék fedezték fel, írták le és térképezték fel. A 2001. november 12-én készült Magyarország nemkarsztos barlangjainak irodalomjegyzéke című kézirat barlangnévmutatójában szerepel a Vadálló-kői-fülke. A barlangnévmutatóban meg van említve 1 irodalmi mű, amely foglalkozik az üreggel. A 366. tétel nem említi, a 365. tétel említi. A 2014. évi Karsztfejlődésben megjelent tanulmányban az olvasható, hogy a Visegrádi-hegység 101 barlangjának egyike a Dömösön található Vadálló-kői-fülke, amely 3,1 m hosszú és 3 m magas.